# ودين سعيد (حبيش)

تعديل مصدري - تعديل

ودين سعيد محلة تابعة لقرية الحنائي، التابعة لعزلة الجعافرة بمديرية حبيش إحدى مديريات محافظة إب في الجمهورية اليمنية، بلغ تعداد سكانها 27 حسب تعداد اليمن لعام 2004.